# Droit de vote des femmes aux États-Unis

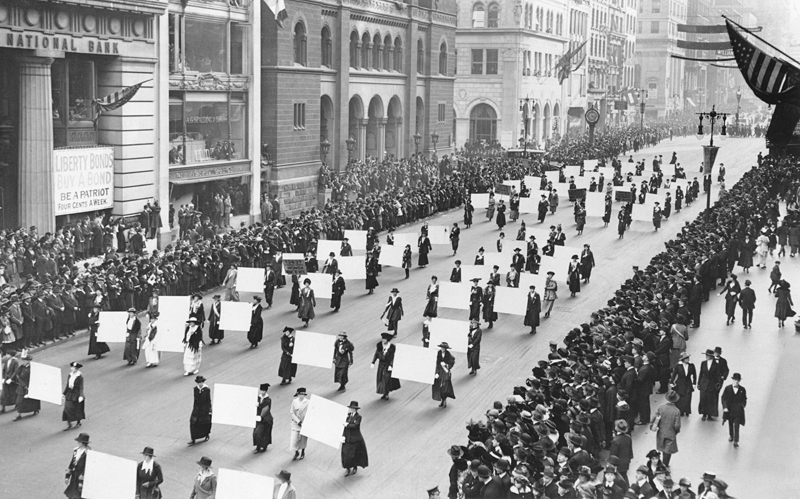
Défilé de militants en faveur du droit de vote pour les femmes à New York en 1917 ; les personnes montrent des panneaux portant les signatures de plus d'un million de femmes.

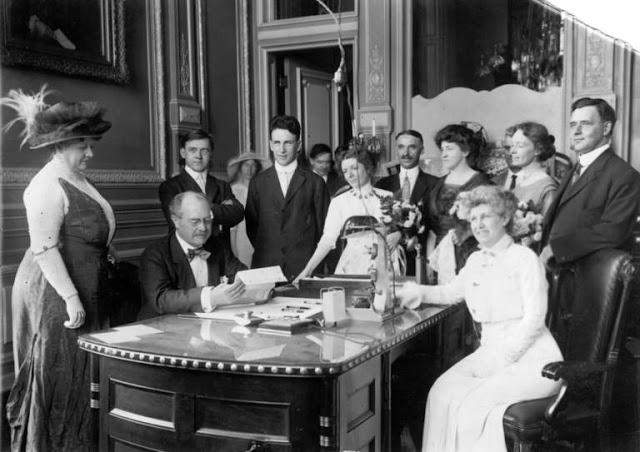
Le gouverneur de l'Illinois Edward F. Dunne signe un projet de loi sur le suffrage le 26 juin 1913 donnant le droit de vote aux femmes dans l'État de l'Illinois.

Aux États-Unis, les femmes conquièrent le droit de vote dans un mouvement qui s'étale sur plus d'un demi-siècle, d'abord dans plusieurs États des États-Unis et dans plusieurs villes, parfois sous conditions, puis à l'échelle nationale en 1920.

## Description
Le militantisme pour le droit de vote des femmes prend de l'ampleur dans les années 1840, à la faveur d'un mouvement plus vaste pour les droits des femmes. En 1848, la Convention de Seneca Falls, premier congrès sur les droits des femmes, adopte une résolution de soutien au droit de vote pour les femmes malgré l'opposition de certains organisateurs, qui pensent que cette proposition est trop extrême. Toutefois, au moment de la première National Women's Rights Convention en 1850, la question du droit de vote prend de plus en plus d'importance dans les activités de ce mouvement.
Les premières associations en faveur du droit de vote des femmes sont fondées en 1869 : deux associations concurrentes voient le jour, l'une dirigée par Susan B. Anthony et Elizabeth Cady Stanton, l'autre par Lucy Stone et Frances Ellen Watkins Harper. Après des années de rivalité, les deux associations fusionnent en 1890 et deviennent la National American Woman Suffrage Association (NAWSA), dirigée par Anthony. La Women's Christian Temperance Union (WCTU), qui représentait la plus vaste association de femmes à l'époque, est fondée en 1873 et milite elle aussi pour le droit de vote des femmes, donnant un élan immense à ce mouvement,.
Dans l'espoir que la Cour suprême des États-Unis se prononcerait sur la constitutionnalité du vote des femmes, les militantes de la cause tentent à plusieurs reprises de voter au début des années 1870 avant de préparer des dossiers judiciaires, qui sont rejetés. Susan B. Anthony parvient à voter en 1872 mais elle est arrêtée pour son geste et déclarée coupable lors d'un procès largement médiatisé, qui donne une impulsion nouvelle au mouvement pro-vote. La Cour suprême ayant tranché en défaveur de ce mouvement en 1875 dans l'arrêt Minor v. Happersett (en), présenté par Virginia Minor, les militants pro-vote entament une campagne de plusieurs décennies pour soutenir un amendement à la constitution nationale afin que le vote des femmes soit reconnu. Néanmoins, les efforts du mouvement portent largement sur l'évolution des lois électorales dans les divers États des États-Unis.
En 1916, Alice Paul fonde le National Woman's Party (NWP), groupe militant qui se consacre au vote d'un amendement sur le droit de vote des femmes. Plus de 200 soutiens du NWP, les Silent Sentinels, sont arrêtés en 1917 à cause de leurs manifestations devant la Maison-Blanche ; certains membres se mettent en grève de la faim, puis emprisonnées et nourries de force. Sous la direction de Carrie Chapman Catt, le NAWSA, fort de 2 millions de membres, établit comme prioritaire l'évolution des lois électorales. Après une série de votes très disputés au Congrès des États-Unis et dans les législatures des États, le dix-neuvième amendement de la Constitution des États-Unis est intégré dans la constitution le 18 août 1920. Il proclame que « Le droit de vote aux citoyens des États-Unis ne saurait être refusé ou limité, ni par les États-Unis, ni par ses États, en raison du sexe ».

### L'engagement pour le suffrage des Afro-Américaines

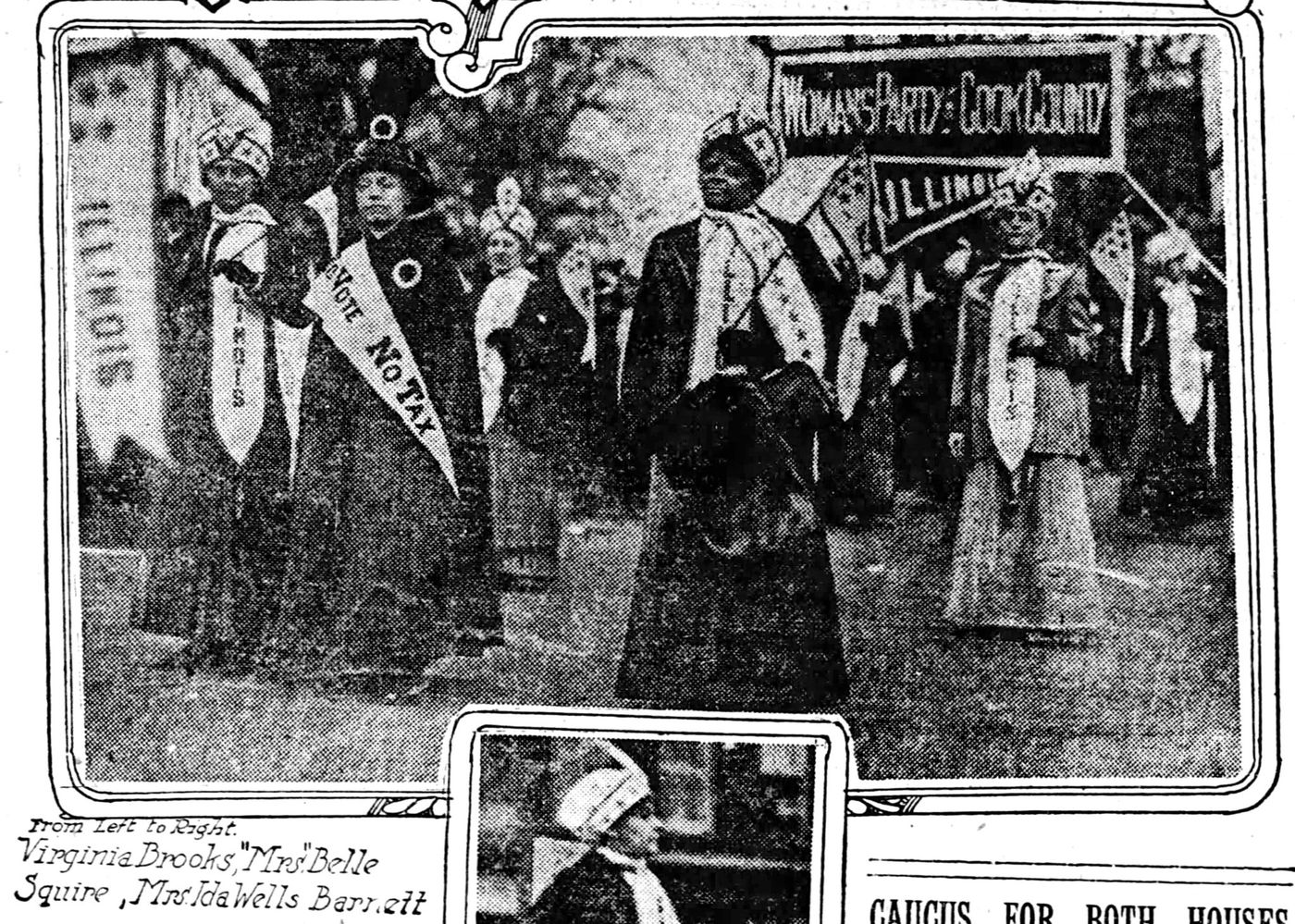
Ida B. Wells dans le défilé pour le suffrage en 1913.

Des milliers d'Afro-Américaines ont participé activement au mouvement pour le suffrage, abordant les questions de race, de genre et de classe, ainsi que l'émancipation, souvent par l'intermédiaire de l'Église, mais aussi d'organisations consacrées à des causes spécifiques. Alors que les femmes blanches cherchaient à obtenir le droit de vote pour avoir une voix égale dans le processus politique, les Afro-Américaines cherchaient souvent à obtenir le droit de vote comme moyen d'élévation raciale et comme moyen d'apporter des changements dans l'ère de l'après-Reconstruction,.
L'Illinois est le premier État qui ratifie le dix-neuvième amendement. L'Alpha Suffrage Club est le premier club de suffrage féminin noir de Chicago et l'un des plus importants de cet État. Il est fondé le 30 janvier 1913 par Ida B. Wells avec l'aide de ses collègues blanches Belle Squire et Virginia Brooks,. Il se positionne en opposition aux femmes blanches de Chicago qui ont tenté d'interdire le droit de vote aux Afro-Américaines. Le club tente de donner une voix aux femmes afro-américaines qui sont exclues des organisations nationales de suffrage féminin telles que la National American Women Suffrage Association (NAWSA). L'objectif d'Ida B. Wells est de sensibiliser les femmes noires à propos de leurs droits et devoirs civiques et de les organiser pour soutenir l'élection de candidats qui serviraient le mieux les intérêts de la communauté afro-américaine à Chicago.

## Mouvement pour l'abrogation de la poll tax des femmes après 1920

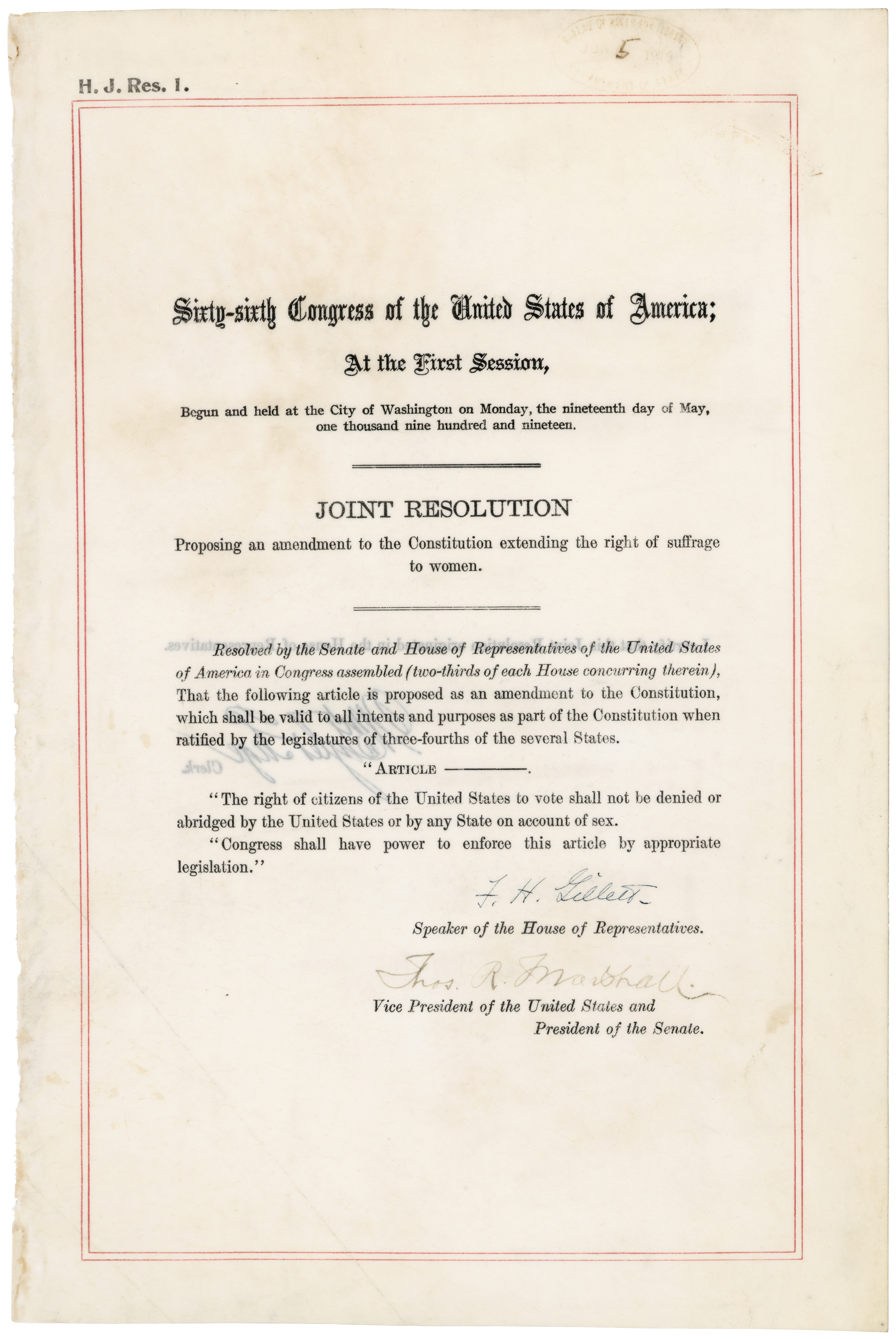
19e amendement de la Constitution des États-Unis.

Après l'adoption du dix-neuvième amendement de la Constitution des États-Unis, commence le mouvement pour l'abrogation de la poll tax des femmes. Ce mouvement social américain est mené principalement par des femmes qui tentent d'obtenir l'abolition de l'impôt par tête, appelé poll tax, condition préalable au vote dans certains États du Sud des États-Unis. Reconnaissant que le paiement de l'impôt, comme condition préalable au vote, peut les priver de leur droit de vote, les femmes commencent à s'organiser, dans les années 1920, afin d'abroger les lois sur l'impôt électoral, mais le mouvement ne prend pas beaucoup d'ampleur avant la Grande Dépression des années 1930.